# 肯瑟尔 (北达科他州)
肯瑟尔（英語：Kensal），是美国北达科他州下属的一座城市。根据2010年美国人口普查，该市有人口163人。